# Sollevamento pesi ai Giochi della XXXIII Olimpiade - 81 kg femminile
Le gare di sollevamento pesi della categoria fino a 81 kg femminile dei giochi olimpici di Parigi 2024 si sono svolte il 10 agosto 2024 presso il Paris Expo Porte de Versailles

## Risultati
| Pos. | Atleta                       | Strappo (kg) | Strappo (kg) | Strappo (kg) | Strappo (kg) | Slancio (kg) | Slancio (kg) | Slancio (kg) | Slancio (kg) | Totale |
| Pos. | Atleta                       | 1            | 2            | 3            | Risultato    | 1            | 2            | 3            | Risultato    | Totale |
| ---- | ---------------------------- | ------------ | ------------ | ------------ | ------------ | ------------ | ------------ | ------------ | ------------ | ------ |
|      | Solfrid Eila Amena Koanda    | 117          | 121          | 124          | 121          | 148          | 154          | 162          | 154          | 275    |
|      | Sara Ahmed                   | 113          | 117          | 119          | 117          | 146          | 151          | 155          | 151          | 268    |
|      | Neisi Dajomes                | 118          | 118          | 122          | 122          | 145          | 145          | 151          | 145          | 267    |
| 4    | Eileen Cikamatana            | 113          | 117          | 120          | 117          | 145          | 149          | 149          | 145          | 262    |
| 5    | Yudelina Mejía Peguero       | 111          | 111          | 115          | 111          | 145          | 150          | 157          | 145          | 256    |
| 6    | Kim Su-hyeon                 | 110          | 110          | 113          | 110          | 140          | 147          | 147          | 140          | 250    |
| 7    | Laura Nascimento Amaro       | 105          | 110          | 110          | 105          | 130          | 135          | 140          | 135          | 240    |
| 8    | Rigina Adashbaeva            | 100          | 103          | 105          | 105          | 125          | 131          | 136          | 131          | 236    |
| 9    | Yekta Jamali Galeh           | 95           | 99           | 103          | 103          | 124          | 128          | 133          | 128          | 231    |
| 10   | Mönkhjantsangiin Ankhtsetseg | 100          | 106          | 108          | 100          | 120          | 125          | –            | 125          | 225    |
| 11   | Ajah Pritchard-Lolo          | 85           | 89           | 92           | 89           | 103          | 108          | 112          | 108          | 197    |
| –    | Ayamey Medina Roca           | 96           | 100          | 103          | 100          | 120          | 120          | –            | –            | DNF    |
| –    | Weronika Zielińska-Stubińska | 106          | 106          | 107          | –            | –            | –            | –            | –            | DNF    |